# ارين سكوت
ارين سكوت (بالإنجليزية: Warren Scott)‏ هو سائق سباق بريطاني، ولد في 28 سبتمبر 1971 في بيشوب ستورتفورد ‏ في المملكة المتحدة.